# Brachydontium notorogenes
Brachydontium notorogenes är en bladmossart som beskrevs av William Russell Buck och Schäfer-verwimp 1992. Brachydontium notorogenes ingår i släktet dimmossor, och familjen Seligeriaceae. Inga underarter finns listade i Catalogue of Life.